# Lobocleta lacteolata
Lobocleta lacteolata là một loài bướm đêm trong họ Geometridae.